# إليزابيث باركر (ملحنة)
إليزابيث باركر (بالإنجليزية: Elizabeth Parker)‏ هي ملحنة بريطانية، ولدت في 1950.

## وصلات خارجية
- الموقع الرسمي
- إليزابيث باركر على موقع IMDb (الإنجليزية)
- إليزابيث باركر على موقع ميوزك برينز (الإنجليزية)
- إليزابيث باركر على موقع ديسكوغز (الإنجليزية)
- إليزابيث باركر على موقع قاعدة بيانات الفيلم (الإنجليزية)